# Haby Niaré
Haby Niaré, född den 26 juni 1993 i Mantes-la-Jolie, är en fransk taekwondoutövare.
Hon tog OS-silver i mellanviktsklassen i samband med de olympiska taekwondotävlingarna 2016 i Rio de Janeiro.